# Joseph Anselm Feuerbach
Joseph Anselm Feuerbach (Jéna, 1798. szeptember 9. – Freiburg, 1851. szeptember 8.) német filológus és archeológus, Paul Johann Anselm von Feuerbach fia, Anselm Feuerbach festőművész apja. A freiburgi egyetemen a filológia tanára volt. Nevét különösen Der vatikanische Apollo (Nürnberg, 1833) című munkája tette ismertté (2. kiadása Stuttgartban 1855). Megírta a görög szobrászat történetét is. Hátrahagyott munkái 1853-ban Braunschweigban jelentek meg négy kötetben. 